# オタカル・ヤロシュ

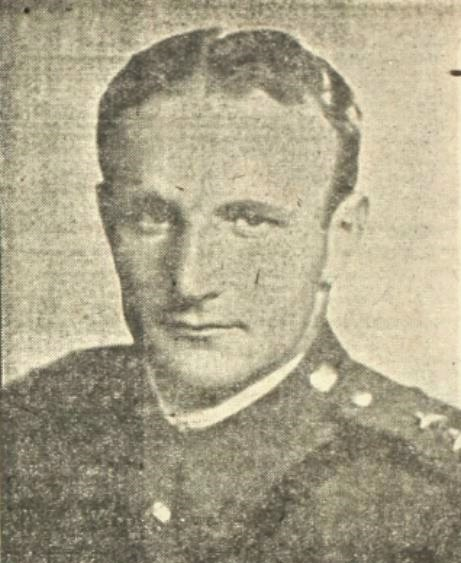
1940年代撮影

オタカル・ヤロシュ（Otakar Jaroš、1912年8月1日 - 1943年8月3日）は、チェコスロバキア、ソビエト連邦の軍人。最終階級は中尉（死後大尉に昇進）。外国の軍人で初めてソ連邦英雄称号を授与された。